# 1745 (فلم)
1745، هُو فيلم قصير بريطاني صدر سنة 2017 وأخرجه غوردون نابيير.

## وصلات خارجية
- 1745  في قاعدة بيانات الأفلام على الإنترنت (بالإنجليزية)